# Королёв (лунный кратер)
Королёв (лат. Korolev) — большой ударный кратер на обратной стороне Луны. Название присвоено в честь советского учёного, конструктора ракетной техники Сергея Павловича Королёва и утверждено Международным астрономическим союзом в 1970 г.  В честь С. П. Королёва назван также кратер на Марсе.

## Описание кратера

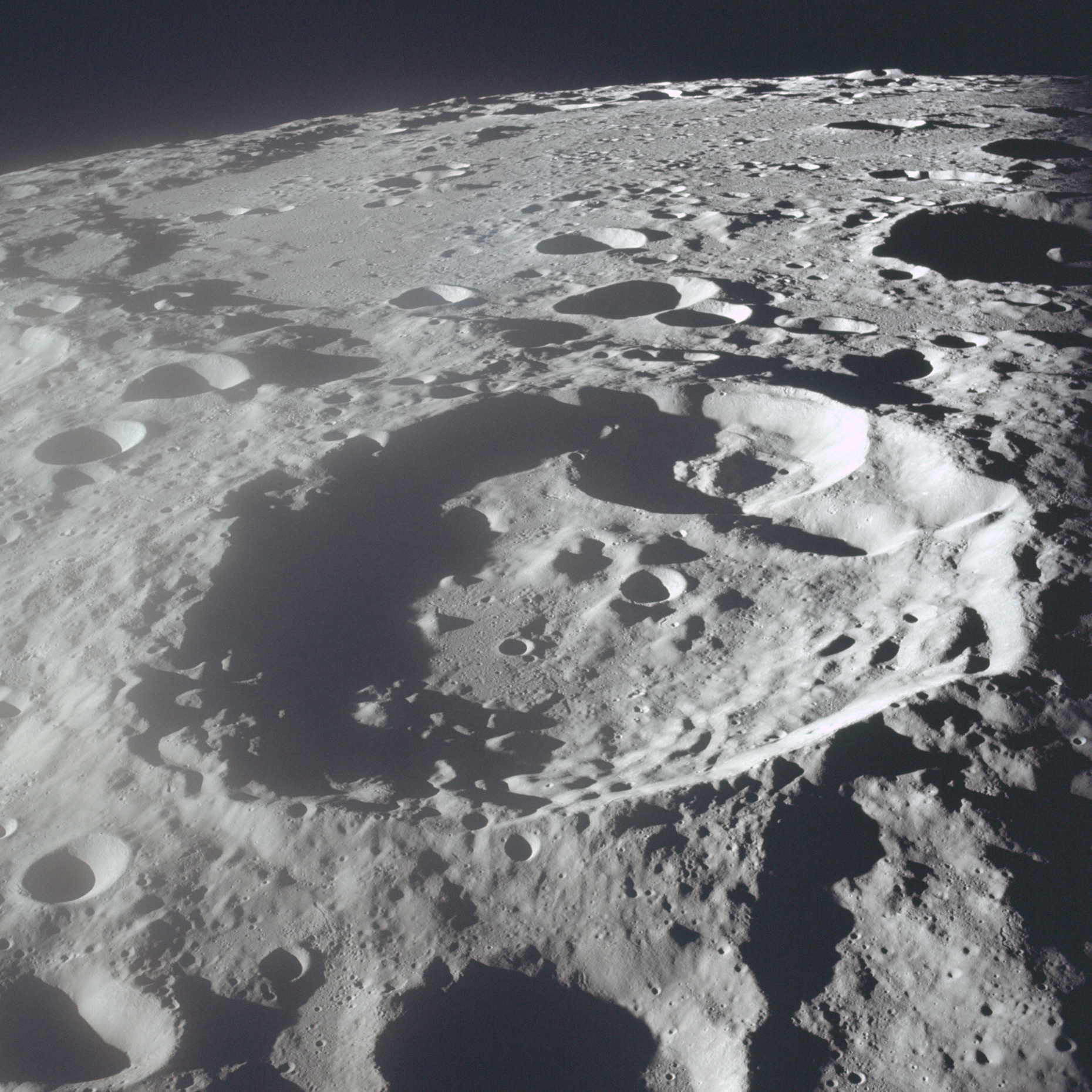
Западная половина кратера Королёв (в дальней части снимка). Фото с борта Аполлона-17.

Ближайшими соседями кратера Королёв являются кратер Конгрев на северо-западе; кратер Энгельгардт на севере; кратеры Цандер и Кибальчич на северо-востоке; кратер Тимирязев на востоке; кратер Галуа на юго-востоке; кратер Доплер, примыкающий к южной части вала кратера Королёв и кратер Крукс на юго-западе. Селенографические координаты центра кратера — 4°11′ ю. ш. 157°25′ з. д. / 4,19° ю. ш. 157,41° з. д., диаметр 423,4 км, глубина — 3,3 км. Вместе с кратерами Герцшпрунг и Аполлон кратер Королёв входит в триаду гигантских кольцевых образований (талассоидов) и в десятку крупных (с диаметром свыше 200 км) кратеров на обратной стороне Луны.
Северная часть кратера пересечена лунным экватором. Кратер усеян множеством маленьких кратеров, а его вал сильно разрушен. Дно сравнительно плоское по сравнению с окружающим кратер рельефом.

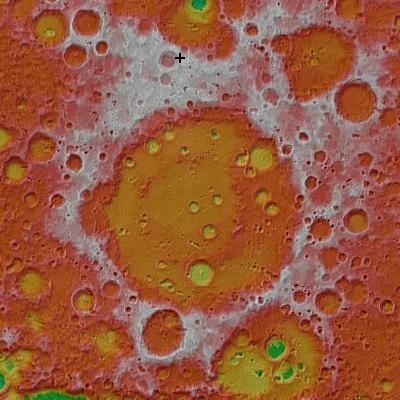
Карта высот, полученная лазерным альтиметром LOLA зонда Lunar Reconnaissance Orbiter. Крестиком обозначена самая высокая точка на поверхности Луны.

В чаше кратера находится менее выраженный внутренний вал, диаметр которого примерно вдвое меньше диаметра основного вала. Внутренний вал лучше всего сохранился в восточной части. В районе кратера Королёв толщина лунной коры достигает максимума и составляет 107 км.
Возраст кратера оценивается в 3,7 миллиарда лет; таким образом, его появление следует отнести к позднеимбрийскому периоду. По другим данным, он образовался ещё в нектарском периоде.
Кратер имеет многочисленные сателлитные кратеры, наиболее крупными из которых являются Королёв M диаметром 58 км в южной части чаши и Королёв C диаметром 68 км, прилегающий к северо-восточной внутренней части вала. В пределах внутреннего вала находятся сателлитные кратеры Королёв B, Королёв T, Королёв L.
На севере кратера Королёв, на валу кратера Энгельгардт, в точке с координатами 5,4 с. ш. и 201,4 в. д. находится самая высокая точка на поверхности Луны с абсолютной высотой 10 786 м (за нулевую отметку принято расстояние 1 737 400 м от центра Луны) — Лунный пик.

## Сателлитные кратеры
| Королёв | Координаты                                            | Диаметр, км |
| ------- | ----------------------------------------------------- | ----------- |
| B       | 3°40′ ю. ш. 156°17′ з. д. / 3,66° ю. ш. 156,29° з. д. | 21          |
| C       | 0°44′ ю. ш. 153°13′ з. д. / 0,73° ю. ш. 153,22° з. д. | 66          |
| D       | 0°29′ ю. ш. 151°45′ з. д. / 0,48° ю. ш. 151,75° з. д. | 24          |
| E       | 3°26′ ю. ш. 153°23′ з. д. / 3,43° ю. ш. 153,38° з. д. | 37          |
| F       | 4°15′ ю. ш. 152°44′ з. д. / 4,25° ю. ш. 152,74° з. д. | 30          |
| G       | 5°40′ ю. ш. 153°28′ з. д. / 5,67° ю. ш. 153,46° з. д. | 12          |
| L       | 5°44′ ю. ш. 156°49′ з. д. / 5,74° ю. ш. 156,81° з. д. | 31          |
| M       | 8°30′ ю. ш. 157°22′ з. д. / 8,50° ю. ш. 157,37° з. д. | 57          |
| P       | 7°56′ ю. ш. 159°56′ з. д. / 7,93° ю. ш. 159,94° з. д. | 18          |
| T       | 4°08′ ю. ш. 157°50′ з. д. / 4,14° ю. ш. 157,84° з. д. | 22          |
| V       | 1°13′ ю. ш. 162°04′ з. д. / 1,21° ю. ш. 162,06° з. д. | 19          |
| W       | 0°11′ ю. ш. 160°32′ з. д. / 0,18° ю. ш. 160,53° з. д. | 31          |
| X       | 0°34′ с. ш. 159°26′ з. д. / 0,56° с. ш. 159,44° з. д. | 27          |
| Y       | 0°31′ ю. ш. 158°27′ з. д. / 0,52° ю. ш. 158,45° з. д. | 19          |
| Z       | 1°09′ с. ш. 159°29′ з. д. / 1,15° с. ш. 159,48° з. д. | 18          |

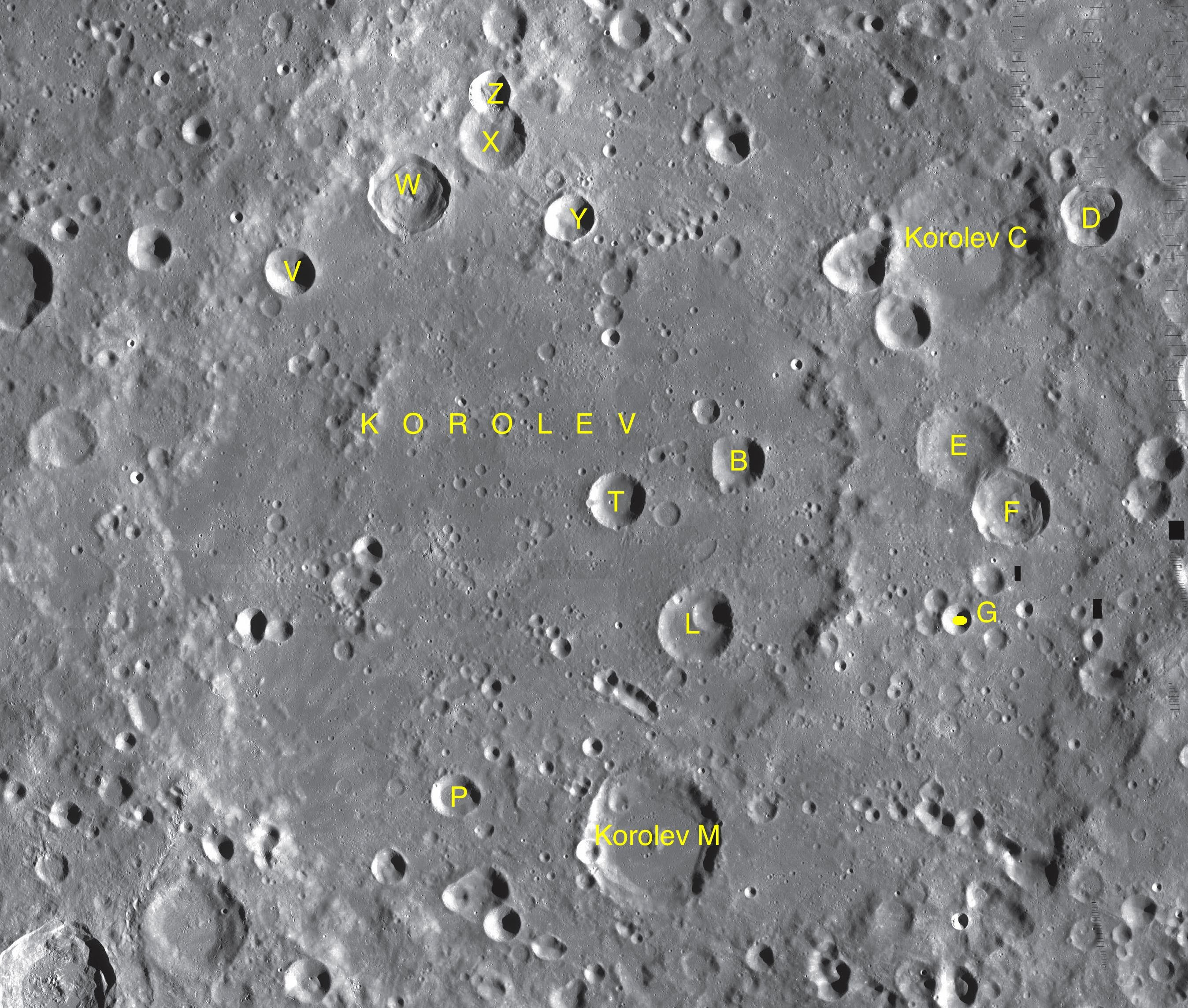
Фрагменты карт LAC-69, LAC-87, LAC-85.

- Образование сателлитных кратеров Королёв C, E, L и M относится к нектарскому периоду[3].
- Образование сателлитного кратера Королёв F относится к позднеимбрийскому периоду[3].
- Образование сателлитного кратера Королёв W относится к эратосфенскому периоду[3].

## См.также
- Список кратеров на Луне
- Лунный кратер
- Морфологический каталог кратеров Луны
- Планетная номенклатура
- Селенография
- Минералогия Луны
- Геология Луны
- Поздняя тяжёлая бомбардировка